# 鷹司院按察
鷹司院按察（たかつかさいんのあぜち、生没年不詳）は、鎌倉時代の女流歌人。後鳥羽院側近として承久の乱により処刑された葉室光親の娘。葉室光俊（真観）や定嗣は、異母兄弟。兵衛督（ひょうえのかみ）とも呼ばれた。

## 経歴
後堀河天皇の中宮近衛長子（鷹司院）に出仕、後嵯峨院歌壇等で活躍するが、『続古今和歌集』が完成した1265年（文永2年）時点では既に出家して西山に隠棲していた。

## 逸話
- 文永年間に成立した『幻中類林』やその抄出本である『光源氏物語本事』に、当時存在が知られていた『源氏物語』写本として、「鷹司院按察局福光殿」の名が挙げられており[3]、鷹司院按察が有力な伝本の所持者あるいは筆写者であったことがわかる。

## 作品
勅撰集
| 歌集名         | 作者名表記 | 歌数 | 歌集名         | 作者名表記 | 歌数 | 歌集名         | 作者名表記 | 歌数 |
| -------------- | ---------- | ---- | -------------- | ---------- | ---- | -------------- | ---------- | ---- |
| 続後撰和歌集   | 鷹司院按察 | 2    | 続古今和歌集   | 鷹司院按察 | 7    | 続拾遺和歌集   | 鷹司院按察 | 1    |
| 新後撰和歌集   | 鷹司院按察 | 2    | 玉葉和歌集     | 鷹司院按察 | 2    | 続千載和歌集   |            |      |
| 続後拾遺和歌集 | 鷹司院按察 | 1    | 風雅和歌集     | 鷹司院按察 | 1    | 新千載和歌集   | 鷹司院按察 | 1    |
| 新拾遺和歌集   | 鷹司院按察 | 1    | 新後拾遺和歌集 | 鷹司院按察 | 1    | 新続古今和歌集 | 鷹司院按察 | 2    |

定数歌・歌合
| 名称               | 時期                       | 作者名表記 | 備考                    |
| ------------------ | -------------------------- | ---------- | ----------------------- |
| 河合社歌合         | 1243年（寛元元年）11月17日 | 兵衛督     | 二条為氏と番い勝2持1    |
| 宝治百首           | 1248年（宝治2年）          | 鷹司院按察 |                         |
| 九月十三夜影供歌合 | 1251年（建長3年）          | 鷹司院按察 | 藤原公相と番い勝2負5持3 |

私家集
- 家集は伝存しない。